# لاك إيتشمين (كيبك)
لاك إيتشمين (بالإنجليزية: Lac-Etchemin, Quebec)‏ هي بلدية محلية في كيبيك تقع في كندا في شوديير أبالاش.  يقدر عدد سكانها بـ 4,061 نسمة ومساحتها 161.60 كم2 .

## أعلام
- دينيس برنارد